# 崇教眞光
崇教眞光（すうきょうまひかり）は、岐阜県高山市に本部を置く新宗教。指導者（三代教え主）は、岡田光央。
「眞光の業」と呼ばれる手かざしで魂を浄めることで人生の目的「健」「和」「富」の三つを揃えることが可能であるとする。また、今まで秘められていた神の計画を明らかにする使命があり、今後地球規模の大変動が起こるとしている。
環境問題に対する取り組みも盛んで、岐阜県高山市清見町森茂に小水力発電所を建設。アフリカの植林活動にも長期に渡り取り組んでいる。
教団名称にもある『崇教』（すうきょう）とは、五大宗教の大元を説く教えのことで、各宗教界からの入信も多数ある。

## 基本理念
初代教え主・岡田光玉の説いた「地球は元一つ、世界は元一つ、人類は元一つ、万教の元又一つ」を理念に掲げ、世界の対立と混乱を解消することを目標に、主義主張、宗教、人種、国境などの垣根を超えた新たなる原理の確立が必要と説く。
その為、「絶対相反するもの」が調和し十字に結ぶことが重要とし、国家・民族・宗教・労働等あらゆる場面において対立しない無対立・無争の実践を求めている。
この基本理念の実現のため、下記組織が存在するとされている。
- 「眞光青年隊」 - 家庭・職場・社会の光的人材の育成
- 「陽光文明国際会議」 - 相反する性質のものを愛和していこうとする場を設定し、世界有識者に人類未来を創造するための討議してもらうための会議
- 「陽光農園」 - 「眞光の業」で大地を浄めつつ無農薬・有機農法を世界各地で実践

## 教義

### 眞光の業
釈迦やキリストが行った奇跡の業と同様の行為であるが、基本的な動作としてまず御神体に向かって2拝3拍手をし御業をさせていただく事を宣言する。する側は｢お清めをさせていただきます。｣される側は｢お清めを受けさせていただきます。｣と言う。そのあと、向かい合い、される側は10分間目をつむりする側は最初に天津祈言を唱え、10分間手をかざす。そのあとお清めを終わらせていただく事を宣言する。そして｢お静まり｣と3回唱え、御神体に挨拶し終わる。ここまでが一連の流れである。この御業を行うためには御み霊が必要である。御み霊は3日間の初級の研修でだれでも取得可能であるとされている。これが眞光の救済のシステムで、非常にシンプルなものである。そのため、若者をひきつけた。
宗教学者の島田裕巳は、眞光の業と霊動の関係は、野口晴哉の野口整体における「愉気」と「活元」を宗教的・霊的に解釈したものであると述べている。

### 神の計画
地球規模の大変動を各宗教は終末論として教えてきたとする。地震、噴火、災害、感染症などが火の洗礼で、その規模を小さくできるかまたは戦争を招くかは人類の浄まり次第とされる。岡田光玉および崇教眞光の使命はこの火の洗礼を乗り越えられる種人を造り、政治、宗教、教育、医学、科学、芸術などを正しく地上天国文明造りに導くこととされる。「火の洗礼」の予言は、オイルショック以降の世界の終末を恐れる若者たちを教団に惹きつけた。真光はめずらしく若者の参加の多い新宗教として一時期注目されていた。

## 歴史
1901年（明治34年）2月27日に生まれた岡田良一は、父の跡を継いで軍人となる。昭和天皇供奉将校時代に脊椎を損傷し、40歳の時に胸椎カリエスを発症。余命三年の宣告を受けたが、奇跡的に回復。残りの人生を神と人に捧げることを決意。その後莫大な借金を負うが、昭和34年に完済する。
1959年（昭和34年）2月27日、「起て、光玉と名のれ、手をかざせ、厳しき世となるべし」という立教に関する神からの啓示を享け58歳で立教。
立教10年で岡田の教えはヨーロッパ各国、アフリカに拡大。立教13年で岡田は欧州を巡行、ローマ教皇に謁見。教えは更に北米、南米、豪州、アジアに拡大。翌1974年（昭和49年）6月13日、重大神示を受けた岡田光玉は熱海・陽霊元み魂座にて継承の義を執り行い岡田恵珠に「ヨのみ霊」を授与。10日後の6月23日岡田光玉が帰天。継承時に岡田光玉より示された重大神示に基づき岡田恵珠は歩みを進めた。
- 1984年（昭和59年）10月 - 世界総本山奥宮建立（位山）
  - 11月 - 世界総本山建立（高山）
- 1999年（平成11年）4月 - 光記念館開館（現光ミュージアム）
- 2002年（平成14年）10月 - 眞光青年会館開館、二代教え主代理・岡田晃弥就任

この間にも、陽光文明国際会議を日本・海外で開催し様々なテーマの下各界有識者を意見を交えた。
2009年（平成21年）、立教50周年大祭（11月）において岡田晃弥改め光央が光統奉告式を経て三代教え主に就任。L・H陽光子乃友100万人達成を宣言。翌年眞光青年隊全国統一結成40周年記念光閲式を開催。
2013年（平成25年）、ブラジル・サンパウロ州およびサンパウロ市において2月27日を「崇教眞光の日」と制定され4年後にはブラジル各州・市に制定が広がった。
2014年（平成26年）、アフリカ大陸での植林活動が認められ、コートジボワールで「最優秀植林賞」を受賞。
2016年（平成28年）、二代教え主岡田恵珠が死去。
2018年（平成30年）、三代教え主岡田光央が、新日本宗教団体連合会（新宗連）の第8代理事長に就任。
2019年（令和元年）、三代教え主岡田光央が、日本宗教連盟理事長にも就任。ローマ教皇訪日にあたり日本宗教連盟および新宗教団体連合会理事長として三代教え主岡田光央が日本宗教界を代表し立正佼成会、妙智会代表らとローマ教皇に謁見。同年立教60周年大祭を迎える。
教団は、国内に約1000ヵ所　海外に約300ヵ所の拠点があるとしている
飛騨高山に高さ50メートルの主座黄金神殿が建立された。屋根は丹銅板で黄金に輝き、映画「丹波哲郎の大霊界 死んだらどうなる」のロケに使われた。

## 年表
- 1959年（昭和34年）立教に関する御神示が岡田光玉に天降る（L・H陽光子友乃会発足）
- 1964年（昭和39年）眞光青年隊結成
- 1972年（昭和47年）熱海・陽霊元み魂座竣工
- 1973年（昭和48年）岡田光玉が欧州を巡光する
- 1974年（昭和49年）岡田恵珠が二代教え主を継承(10日後に岡田光玉が帰天)
- 1978年（昭和53年）後継者問題を経て崇教真光を設立。
- 1984年（昭和59年）「世界総本山奥宮」建立、「世界総本山建立特別大祭」
- 1986年（昭和61年） 岡田恵珠が中南米を巡光する。10月30日 - 11月1日
- 1992年（平成4年） 「光神殿」が完成する。
- 1993年（平成5年） 岡田恵珠がヨーロッパ・アフリカ方面を巡光する。
- 1999年（平成11年）光ミュージアム（記念館）を開館する。
- 2000年（平成12年）岡田恵珠がオーストラリア・オセアニア方面を巡光する。
- 2002年（平成14年）「眞光青年会館」を開館。
- 2004年（平成16年）岡田恵珠と後継者の光央がアジア方面を巡光、光央がヨーロッパ方面を巡光する。
- 2005年（平成17年）岡田光央がアフリカ方面を巡光。
- 2006年（平成18年）岡田光央が北米方面を巡光。
- 2008年（平成20年）岡田光央が中南米方面を巡光。
- 2009年（平成21年）「立教50周年秋季大祭」、岡田恵珠より岡田光央が三代教え主を継承。
- 2014年（平成26年）第2小水力発電所竣工
- 2019年（令和元年）第1小水力発電所竣工、「立教60周年秋季大祭」、ローマ教皇訪日にあたり日本宗教連盟および新宗教団体連合会理事長として三代教え主岡田光央が日本宗教界を代表し立正佼成会、妙智会代表らとローマ教皇に謁見[12]。
- 2020年（令和2年）「世界総本山第二神殿特別竣工大祭」、第二神殿を「愛和館」と銘名。崇教真光の真が眞に統一。[要出典]
- 2024年   (令和6年)　崇教眞光ブラジル国50周年記念式典が開催(ブラジル連邦上院議会にて)

## 入信
3日間にわたる初級眞光研修会（1万5千円）で基礎教義説明があり、内容は宗教、科学、経済等、多岐にわたる。3日目に「御み霊」を拝受することで組み手となる(＝入信)。
崇教という理念のもと、従来の宗教信仰を辞める必要はなく、10歳以上であれば基本的に申し込みが可能。
信仰を辞める場合、最寄りの拠点・道場幹部に申しでて所定の手続きを経て退会となる。
宗教学者の島田裕巳は、手かざしには組織的な活動が必要ないため共同体が形成される契機がなく、信者に組織活動への参加をあまり求めないこともあり、気軽に参加でき若者も多いが、同時に抜けるのも簡単であるため組織の勢力を保ち続けるのが難しいと評している(2007年)。また、入信後は月500円の「霊線保持御礼」と呼ばれる御礼金の奉納が必要（奉納を１ヶ月以内に奉納をしなければ御み霊が使えなくなる）とされているが、その他については全て任意とされており、月刊『崇教真光誌』の購読義務や物品購入義務等も無く気軽に入退会ができるのも特徴と言える。

## 主な行事
- 月始祭（3月～10月）[15]
- 立春大祭（2月）[15]
- 秋季大祭（11月）[15]
- 大炎開陽霊（オオハラヒ）祭（12月）[15]

## 政治・地域貢献

### 政治
創価学会、立正佼成会、霊友会などと同様、選挙の組織票や、特定の政治家（例:自民党・民主党の有名幹部）との係わりの深さが指摘されている。
これまで参議院の比例区選挙において八代英太、小野清子、橋本聖子、釜本邦茂、森元恒雄、衛藤晟一、石井一、有村治子といった候補を支援してきた。
自民党を主に支援してきたが、第27回参議院議員通常選挙では国民民主党から出馬した伊藤辰夫の支援に回った。

### 小水力発電所
高山市と協力し、高山市内に水力発電所を建設する計画が進行している。2014年（平成26年）に第2発電所が竣工し、稼働を行っている。
第2発電所に続き2019年（令和元年）6月3日に第1発電所が完成。両機合わせて約６７０キロワット(約５００世帯分の電気使用量にあたる)の電気を発電。

### 避難所使用協定
2020年（令和2年）に完成した第二神殿「愛和館」は、高山市と災害時の避難所使用協定を締結。約5,000人の収容が可能。

## ブラジル
ブラジルには1974年に進出。2013年8月末時点で、公称約2万人の信徒を持つ。
2017年の情報によると全伯の会員数は約30万人（非会員・準会員を含めると50万人）。

### 崇教眞光の日
2013年8月、サンパウロ州およびサンパウロ市は、初代教え主・岡田光玉の誕生日である2月27日を「崇教真光の日」に定めた。2019年10月21日には、ジャイール・ボルソナーロ大統領が、毎年2月27日を祝日として「崇教真光の日」を制定する事を認可した。

## 施設
- 世界総本山奥宮
- 世界総本山
- 第二神殿　愛和館
- 光聖堂（ひかるせいどう）
- 熱海・陽霊元み魂座（もとみたまざ）
- 崇教眞光 本部・本部分室
- 光ミュージアム
- 眞光青年会館

## 書籍
- 『火の洗礼の大峠』
- 『真の天の岩戸開き』
- 『神の大経綸』
- 『霊主文明の暁』
- 『天意の大転換』
- 『神主文明が世界を救う』

## 関連企業
- L・H陽光出版 - 機関紙「陽光ライフ」、機関誌「崇教眞光」等を発行。
- 弘文社（神具・仏具・防災用品などの販売）

## 評価
宗教学者の島田裕巳は、真光はスピリチュアル・ブームの先駆けとなったと評価することもできる、と述べている。